# Eurylepis
Az Eurylepis  a hüllők (Reptilia) osztályába a  pikkelyes hüllők (Squamata) rendjébe a gyíkok (Sauria)  alrendjébe és a  vakondgyíkfélék (Scincidae) családjába  tartozó nem.

## Rendszerezés
A nembe az alábbi 2 faj tartozik.
- Eurylepis poonaensis
- Eurylepis taeniolatus

## Külső hivatkozás
- Képek az interneten a fajról